# Spermagranulom
Das Spermagranulom ist eine knotige, harte Veränderung im Samenstrang, die durch den Austritt von Sperma in das umliegende Gewebe entsteht. 

## Entstehung
Spermagranulome treten am häufigsten nach einer Vasektomie auf. Hierbei kommt es durch den operativen Eingriff zu Verletzungen des Samenleiters oder der Nebenhodengänge, die einen Austritt von Spermium in das umliegende Gewebe begünstigen. Eine Verletzung der Nebenhodengänge oder des Samenleiters kann jedoch auch im Rahmen einer Entzündungsreaktion entstehen.
Werden Spermagranulome im Rahmen einer Obduktion gefunden, handelt es sich meistens um Zufallsfunde, die in 2 bis 3 % der Fälle bei Männern gefunden werden. Häufiger treten Spermagranulome bei Männern im Zusammenhang einer Vasektomie des Samenstranges auf, die im Rahmen einer Sterilisation durchgeführt wurde. Hier liegt die Inzidenz bei ungefähr 40 %.

## Diagnostik
Die knotigen Spermagranulome sind tastbar und auch druckschmerzempfindlich. Sie werden so meist vom Patienten selbst entdeckt. Differenzialdiagnostisch abzugrenzen sind Spermagranulome von Tumoren.

## Therapie
Meist bilden sich Spermagranulome von allein zurück, nur gelegentlich ist eine operative Entfernung nötig.